# Viladecavalls
Viladecavalls ist eine Gemeinde in der Comarca Vallès Occidental, Provinz Barcelona in Katalonien, Spanien.

## Geographie
Die Stadt liegt im Westen der Comarca an der Grenze zu Baix Llobregat, von dem Viladecavalls durch den meist trockenen Flusslauf Sant Jaume getrennt wird. Dieser vereint sich im äußersten Süden mit dem Flusslauf des Gaià, der das Gemeindegebiet von Norden nach Süden durchquert. Zusammen bilden sie den Flusslauf Morral del Molí, ein wichtiger Zulauf des Llobregat. Pinien- und Eichenwälder bedecken mehr als die Hälfte des Gemeindegebiets, der Norden wird durch die Serra de Collcardús bestimmt. Die angrenzenden Gemeinden sind im Norden Vacarisses, im Osten Terrassa, im Süden Ullastrell und im Westen Abrera und Olesa de Montserrat. Die Ursprünge Viladecavalls gehen zurück auf das 10. Jahrhundert, in welchem Toudell erwähnt wird (heute ein Teil der Gemeinde).

## Verkehrsanbindung
Viladecavalls kann von Barcelona über die Autobahnen C-58 vom Osten Barcelonas oder C-16 vom Westen Barcelona innerhalb von 30 Minuten erreicht werden, wobei sich die C-16 bei Terrassa in die C-58 mündet. Ab der Ausfahrt Terrassa Oeste trennt sich die C-58 wieder und führt als zweispurige Fernstraße nach Manresa. Seit ein paar Jahren besitzt Viladecavalls eine eigene Auf- und vor allem Ausfahrt von der C-16. Während beide Fernstraßen den Kernort von Viladecavalls nur leicht tangieren, durchkreuzt die Kreisstraße B-120 den Kernort. Die B-120 verbindet Terrassa und Olesa de Montserrat.
Eine weitere Autobahn B-40, bisher noch im Bau, durchschneidet das Ortsgebiet, führt untertunnelt zwischen Can Trias und dem Haupt-Teilort Viladecavalls durch. Zurzeit ist der Bauabschnitt Viladecavalls – Terrassa in Betrieb, der Abschnitt Viladecavalls – Olesa de Montserrat in Bau, allerdings zurzeit stillgelegt wegen der allgemeinen Wirtschaftskrise. Die weiteren Abschnitte Terrassa – Sabadell – Granollers befinden sich in Planung.
Innerhalb von Viladecavalls liegen zwei Bahnhöfe der S-Bahn Linie C4 Adif (Barcelona–Manresa), in Sant Miquel de Gonteres und bei Can Corbera, die auch die Altstadt von Viladecavalls bedient.
Im Süden des Kreises verlaufen die Fernwanderwege GR-6 zwischen Barcelona und Montserrat und der GR-97, der in Sant Celoni beginnt und nach Abrera führt. Im Norden des Kreises verläuft GR-96 auch bekannt als Camí romeu de Montserrat.

## Ort
Die Bewohner von Viladecavalls, das im Volksmund auch als „La Tarumba“ bekannt ist und seine Bewohner als „Tarumbaires“, besteht aus zwei Ortskernen, getrennt durch die Landstraße B-120. Beide Ortskerne liegen auf der Hügelkette der Serra de Sorbet und entstanden in der Nähe zweier befestigter Herrenhäuser, die zur Pfarrei Sant Miquel de Sorbet gehörten. Sant Miquel de Sorbet ist eine der drei Pfarreien, die zusammen mit denen von Sant Miquel de Toudell und Santa Maria Toudell, die heutige Gemeinde bilden. Alle drei befanden sich im Einflussbereich der Befestigung der Burg Terrassa und dann der Gemeinde Sant Pere de Terrassa, bis im Jahre 1849 schließlich die Gemeinde Viladecavalls gebildet wurde.
Von den 1950er Jahren an wurde Viladecavalls als Sommerfrische für die Bewohner Terrassas und Barcelonas genutzt.

## Das Wappen
Ein rautenförmiges Schild in Azurblau mit drei Pferden in Silber, darüber eine Mauerkrone. Es wurde am 12. Januar 1984 genehmigt. Die drei Pferde im Wappen sind eine Anspielung auf den Namen der Gemeinde, der wörtlich übersetzt „Ort der Pferde“ lautet. Allerdings befindet sich kein Pferdegestüt (mehr) im Ort.

## Sehenswürdigkeiten
- Die ursprünglich romanische Pfarrkirche Sant Martí an der Hauptstraße des Ortes aus dem 11. Jahrhundert, die im Barock umgebaut wurde
- Die Ruine des Castell de Toudell, ein befestigtes Herrenhauses aus dem 12. Jahrhundert in der Nähe der Industriezone Can Mir
- Die romanische Kirche von Sant Miquel de Toudell in der Nähe der Burg, errichtet im 12. Jahrhundert und umgebaut im 18. Jahrhundert
- Die romanische Kirche Santa Maria de Toudell aus dem 11. Jahrhundert mit einer halbrunden Apsis und einem interessanten Glockenturm
- Verschiedene alte Masias (Gehöfte), wie Can Turu (im Zentrum des Dorfes, die die Stadtbibliothek beherbergt), Can Mir, Can Mitjans, Can Baiona, Can Sanaüja, Can Trullàs, Can Coromines, Can Boixeres u. a.

## Wirtschaft
Die Wirtschaft der Gemeinde ist traditionell von der Landwirtschaft bestimmt. Angebaut werden Reben, Weizen, Oliven und Gemüse. Ein wichtiger Wirtschaftszweig ist inzwischen der saisonale Tourismus mit entsprechenden Dienstleistungen sowie Zweitwohnungen. Der industrielle Wirtschaftsbereich umfasst unter anderen Textilproduktion, medizin-analytische Industrie, Automobilzulieferer, Steuerungstechnik. Die Industriegebiete Can Trias, Can Mitjans und Can Mir liegen alle an Autobahn C-58. Hervorzuhebene Betriebe sind ein ehemaliges Sony-Werk mit mehr als 1.500 Mitarbeitern, jetzt beherbergt es den Automobilzulieferer Ficosa. Außerdem Circutor, die Fahrzeuginspektion (ITV) des Vallès Occidental, und die Hauptdeponie des Vallès Occidental.

## Demographie
Viladecavalls hat insgesamt 7322 Einwohner, 3674 Männer und 3648 Frauen nach Angaben des INE 2009.
Viladecavalls umfasst zehn Teilgemeinden.
Einwohneranzahl pro Teilgemeinde:
| Entidad de población         | Habitantes (2009) |
| ---------------------------- | ----------------- |
| Can Corbera                  | 289               |
| Can Mir                      | 16                |
| Can Tries                    | 2.583             |
| Can Turu                     | 827               |
| Molinot, El                  | 31                |
| Planassa, La                 | 404               |
| Polígon Industrial Can Tries | 0                 |
| Sant Miquel de Gonteres      | 1.312             |
| Tendera, la                  | 28                |
| Viladecavalls                | 1.832             |
| Fuente: Municat              |                   |

| Jahr      | 1900 | 1930 | 1960 | 1990  | 2006  | 2009  |
| --------- | ---- | ---- | ---- | ----- | ----- | ----- |
| Einwohner | 743  | 694  | 650  | 3.138 | 7.036 | 7.322 |

Demographische Entwicklung Viladecavalls zwischen 1717 und 2009
1717–1981: población de hecho; 1990- : población de derecho

## Verwaltung
| Bürgermeister                                                  | Partei            |
| -------------------------------------------------------------- | ----------------- |
| Antoni Soler i Hospital                                        | Unitat de Progrés |
| Josep Cortès i Turu                                            | CiU               |
| Josep Cortès i Turu / Antoni Parera i Gusi (1990–1991)         | CiU               |
| Felix Farré i Verdaguer                                        | PSC-PSOE          |
| Felix Farré i Verdaguer                                        | CiU               |
| Felix Farré i Verdaguer                                        | CiU               |
| Felix Farré i Verdaguer / Sebastià Homs Padrissa (2006–2007)   | CiU               |
| Sebastià Homs Padrissa / Regina Parellada i Canals (2009–2011) | CiU               |
| Carles Rodríguez Herencia                                      | IC-V              |

## Lokale Feste
- Das Hauptfest des Ortes (Fiesta Mayor) wird in der zweiten Woche im Juli gefeiert, mit Tanz, Theater, Konzerte, Fideua, .
- Das Fest des Hl. Martin (von Tours), dem Ortsheiligen, wird am 11. November gefeiert.
- das Fest „Aplec de San Miguel“ findet am Sonntag statt, der dem 29. September am nächsten liegt, und wird bei der romanischen Kapelle von San Miguel de Toudell im Teilort (Industriegebiet) Can Mir gefeiert.